# 林纳岛国家公园
林纳岛国家公园（芬蘭語：Linnansaaren kansallispuisto）是芬蘭的一個國家公園，位於南薩沃尼亞區和北薩沃尼亞區。國家公園位於作为塞马湖一部分的豪基韋西湖的中部。这个国家公园的建立是为了保护芬兰湖区特有的自然景观。
在主岛上还保留着一块以前的农场。农场里还保留着田野焚烧的耕作传统。岛上大部分覆盖着自然状态的松柏森林，有些部分则生长着各种野草。
国家公园也是極度瀕危動物塞馬環斑海豹的棲息地。

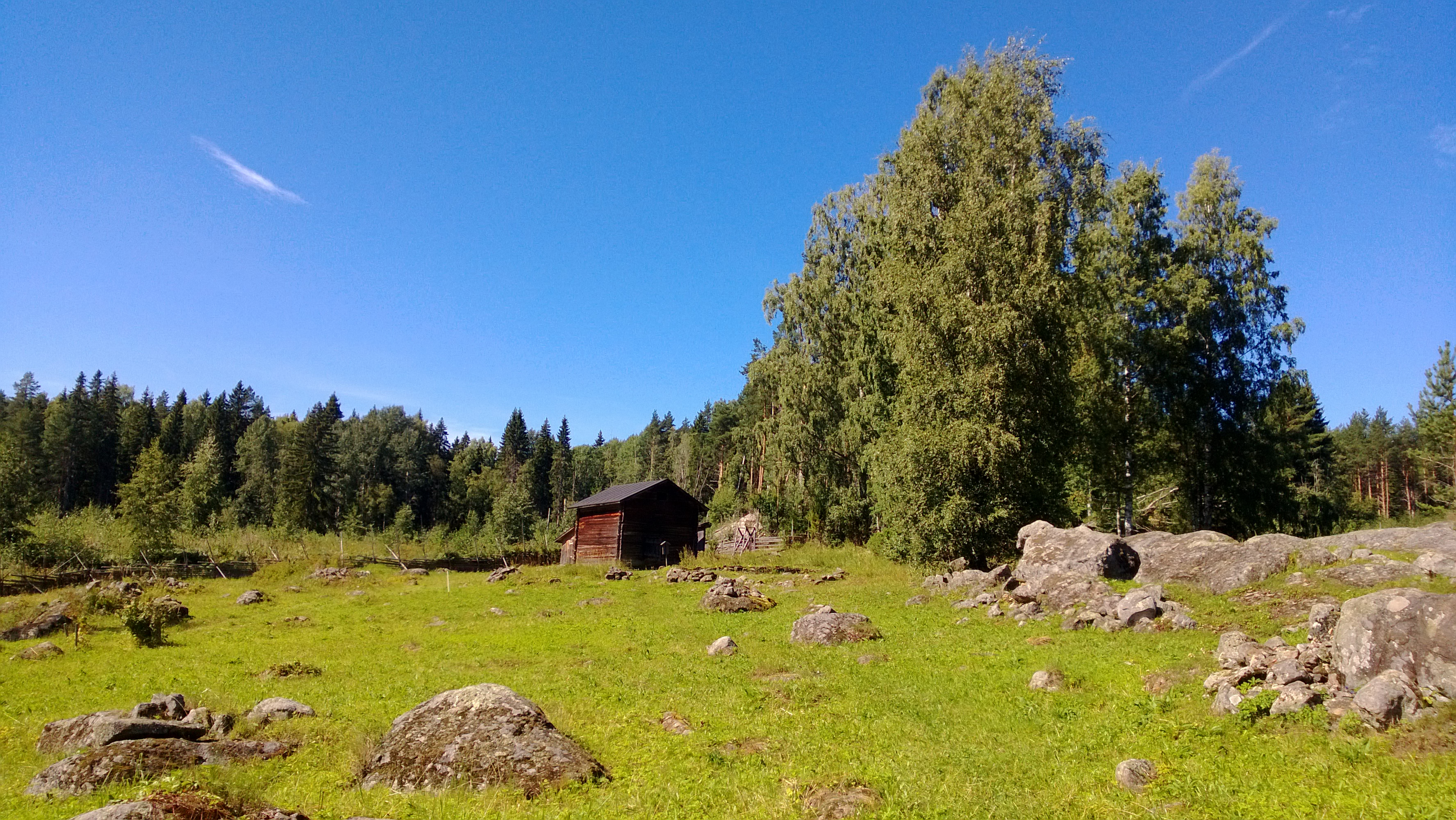
国家公园内的农场
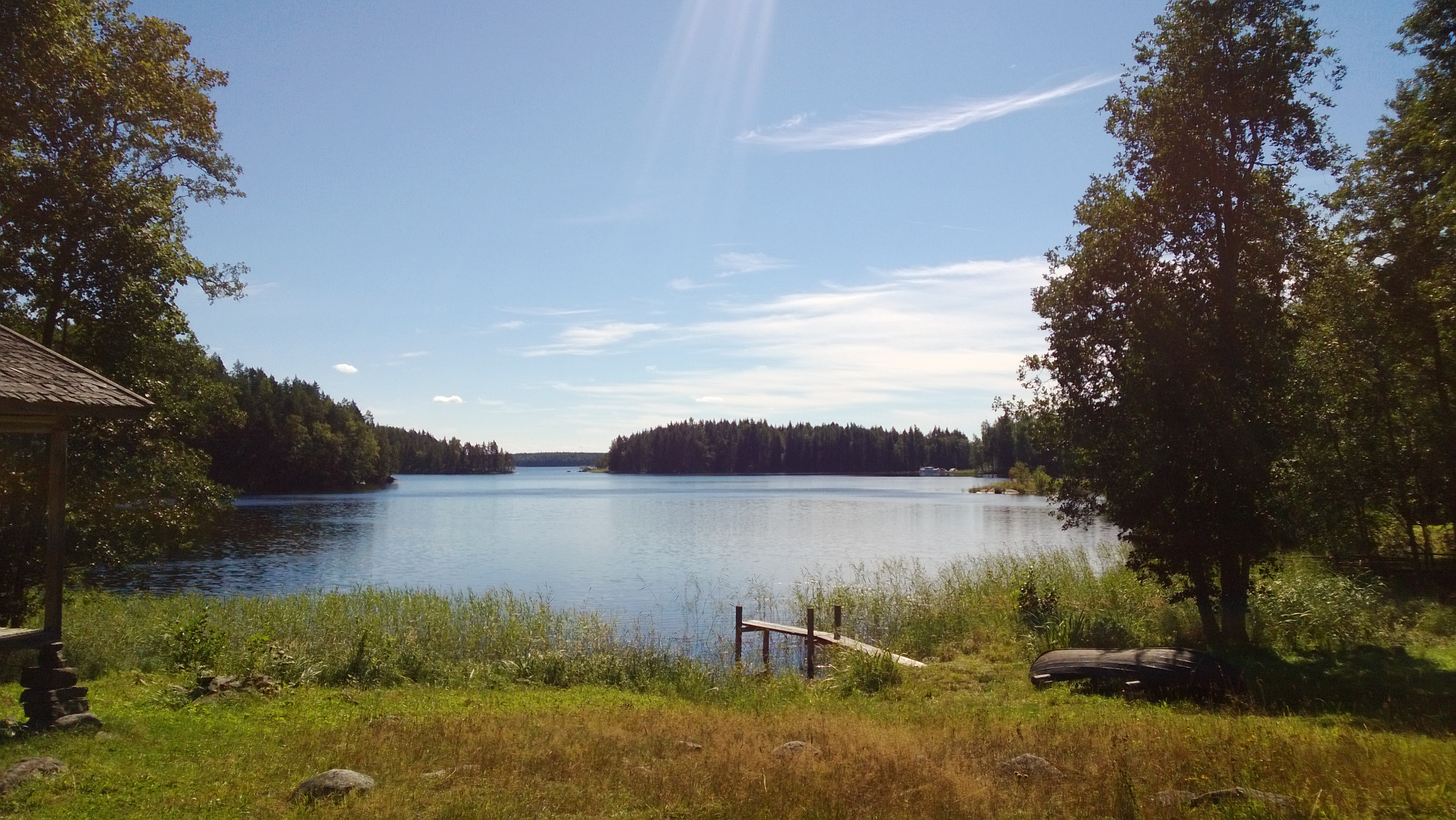
国家公园内的风景
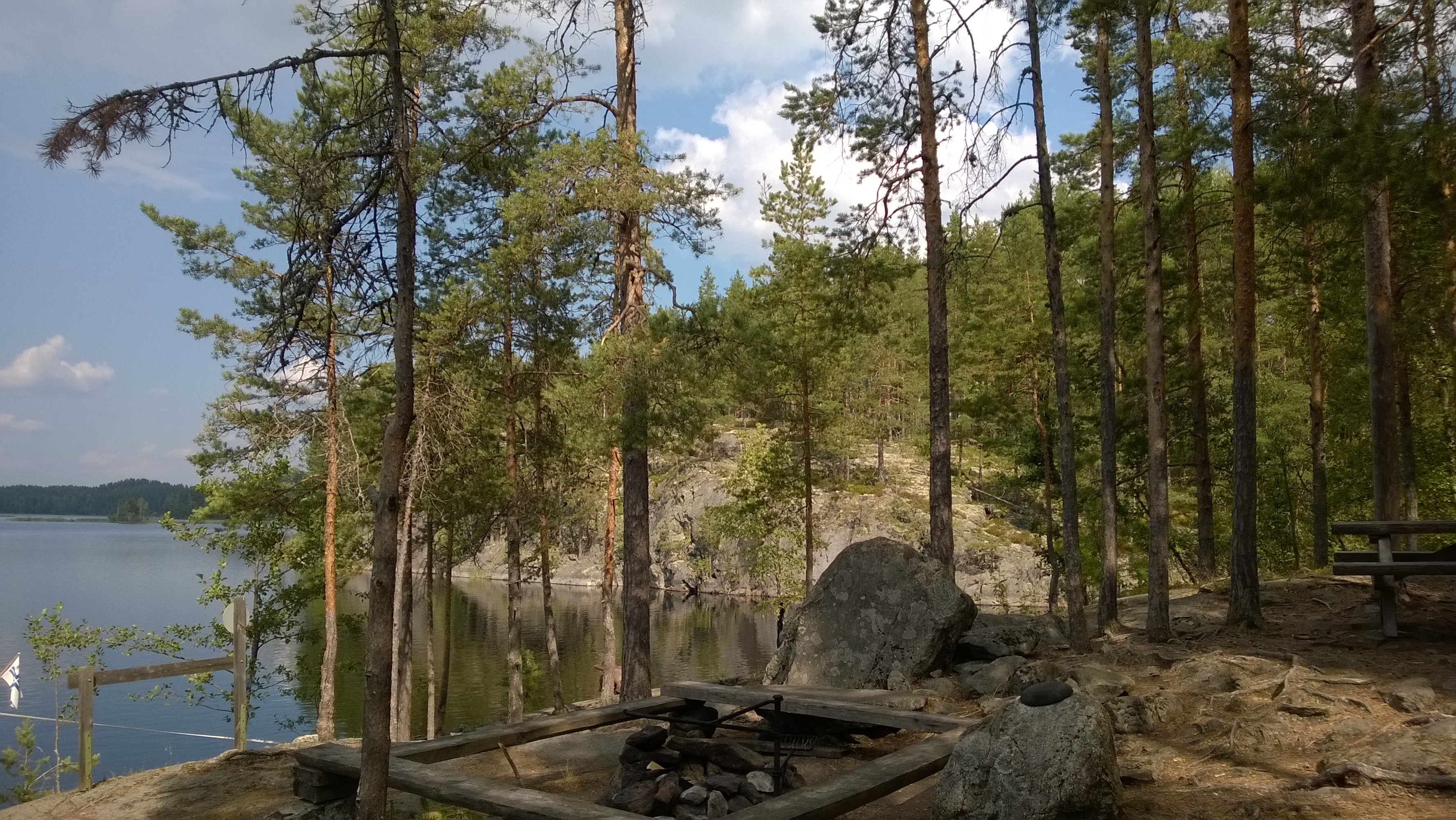
国家公园内的供游客烧烤的地方